# Dicranomyia ypsilon
Dicranomyia ypsilon är en tvåvingeart som först beskrevs av Alexander 1959.  Dicranomyia ypsilon ingår i släktet Dicranomyia och familjen småharkrankar. Inga underarter finns listade i Catalogue of Life.